# Scleria mutoensis
Scleria mutoensis là loài thực vật có hoa trong họ Cói. Loài này được Nakai miêu tả khoa học đầu tiên năm 1942.